# AquAdvantage
Le saumon AquAdvantage  (AquAdvantage salmon pour les anglophones, parfois résumé en « AA Salmon » ou « AAS ») est le nom commercial d'un saumon transgénique et triploïde.
Il s'agit d'un saumon atlantique modifié, créé par l'entreprise AquaBounty Technologies (en) qui est devenu en mai 2016 le premier poisson génétiquement modifié par transgenèse commercialisé pour des fins alimentaires. Il a obtenu à cette date une autorisation de commercialisation (après son évaluation) au Canada. En juillet 2017, l'entreprise a annoncé avoir vendu 4,5 tonnes de saumon AquAdvantage à des clients Canadiens qui ont à ce jour gardés leur anonymat. L'entreprise prévoit de demander des autorisations pour des truites, des tilapias et de l'omble arctique génétiquement modifiés.
Selon les dossiers produits par AquaBounty à la FDA, deux gènes de saumons Chinook et deux séquences provenant d'une autre espèce (loquette d'Amérique) ont été introduits, (information reprise par un article du New-York Times et un article scientifique). En 2010, AquaBounty, produirait déjà au Canada sur l'Île-du-Prince-Édouard les œufs de poissons destinés à des élevages en bassins enclavés à terre au Panama pour des poissons à exporter (alors que l'étiquetage n'est toujours pas obligatoire aux États-Unis).
Ce poisson est controversé. Des préoccupations scientifiques et environnementalistes portent sur les risques d'impacts environnementaux à moyen et long terme, plus que sur le risque alimentaire.
La FDA a considéré que la modification était équivalente à l'utilisation d'un médicament vétérinaire (hormone de croissance et modification transgénique) et a donc utilisé son processus (dit « NADA ») d'évaluation vétérinaire. Dans ce cadre, la FDA a conclu que ce poisson ne présentait a priori pas de risques pour la santé, et pouvait être cultivé de manière sûre. Mais en 2013, l'opportunité d'élever un tel poisson reste très contestée notamment depuis au moins 1986 concernant les risques qu'il pourrait poser à l'égard de l'environnement, l'autorisation de mise sur le marché pourrait être à nouveau repoussée.

## Genèse du Saumon AquAdvantage

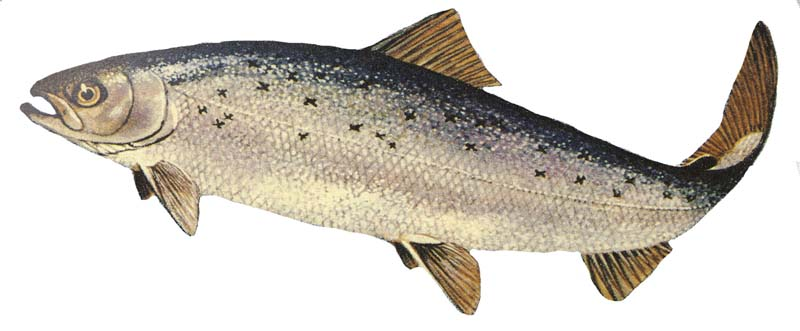
Type sauvage du saumon atlantique (Salmo salar) qui est l'espèce choisie par l'entreprise AquaBounty Technologies pour produire le saumon AquAdvantage génétiquement modifié

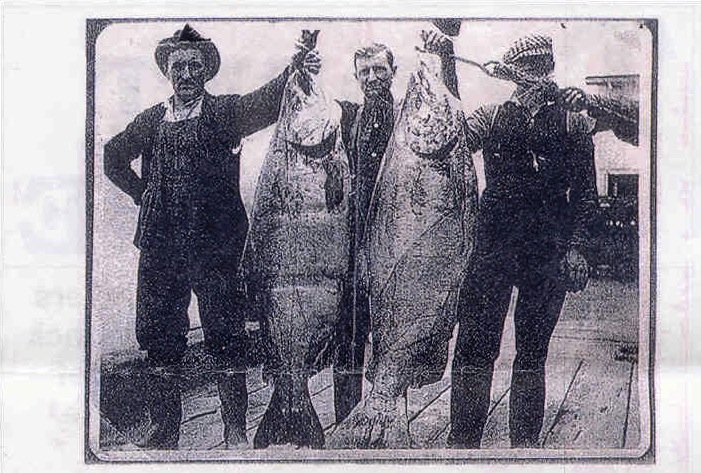
Grands saumons Chinook (aussi appelés june hogs présentés par deux pêcheurs, sur le quai des pêcheurs de l'Union à Astoria, dans l'Oregon aux États-Unis (vers 1910). De nos jours des saumons aussi grands (jusqu'à plus de 35 kg) semblent ne plus exister, mais c'est de cette espèce que proviennent les gènes codant l'hormone de croissance qui ont été insérés par transgenèse dans le patrimoine génétique du saumon atlantique modifié AquAdvantage

Le variant transgénique (AquAdvantage) actuellement en procédure d'autorisation intègre selon l'entreprise deux transgènes.
Le premier de ces transgènes code la production d'une hormone de croissance. Le second est un gène régulateur qui augmente la production de l'hormone de croissance en hiver ; ces deux gènes proviennent du saumon Chinook. Cette construction génétique a été insérée dans le patrimoine des 40 000 gènes du saumon atlantique pour produire une lignée nouvelle qui est selon l'entreprise génétiquement stable.
Un autre saumon dit de « seconde génération » combine une construction génétique induisant une croissance accélérée et une autre conférant une résistance au froid. Dans ce cas, le gène anti-gel est issu d'une autre espèce de poisson (Zoarces americanus) très résistant au froid (pouvant vivre aux environs de 0 °C voire un peu moins dans l'eau salée). Le saumon AAS (AquadVantage) contient le promoteur du gène antifroid, mais non le gène lui-même.
Les transgènes intégrés par l'entreprise dans une souche de saumon atlantique sélectionnée pour l'élevage ont comme conséquence principale de le faire grossir beaucoup plus rapidement. Plus exactement, il grossit toute l'année, et pas uniquement au printemps et en été comme le font naturellement les saumons sauvages dont le métabolisme diminue de l'automne au début du printemps quand il y a moins à manger. L'objectif n'était pas de lui donner une taille finale plus grande ni de modifier ses qualités gustatives.
Ce poisson grossit (poids et taille) en 16 à 18 mois autant qu'un saumon d'élevage normal en 3 ans, sachant que le saumon d'élevage « normal » grossit lui-même jusqu'à deux fois plus vite qu'un véritable saumon sauvage, à la suite d'une sélection des plus gros individus comme reproducteurs par les éleveurs. Selon l'entreprise, à 750 jours il pèse 6 kg, alors que le saumon d'élevage normal en pèse environ 2,7 kg. Ces performances sont à relativiser, d'après les chiffres de l'industrie norvégienne du saumon il faut 2 à 3 ans pour obtenir un saumon de 4 à 6 kg. Le gain réel ne serait que de 25 à 30% par rapport à un saumon de souche d'élevage sélectionnée.

## Licences, brevets
AquaBounty a acheté les brevets déposés sur des gènes par l'université de Toronto et la Memorial University of Newfoundland.

## Demandes de mises sur le marché
Elles ont été faites dans des pays où la législation n'interdit pas d'office les animaux transgéniques, dont - selon le site internet du pétitionnaire (en 2013) aux États-Unis et au Panama (sous la responsabilité de Henry Clifford, nutritionniste aquacole diplômé (MS) de la Texas A&M University, et vice-président responsable du marketing et des ventes au sein de AquaBounty Technologies depuis juin 2005, après avoir travaillé durant 30 ans à des « programmes d'amélioration génétique » dans l'industrie).

## Le pétitionnaire
L'entreprise souhaitant commercialiser cet animal transgénique est une start-up. Elle a été créée en 1991 sous le nom de A/F Protein puis est devenue (en 2000) une filiale de la première ; dénommée AquaBounty Technology, et basée à Waltham (dans le Massachusetts). 
La société mère était destinée à produire des protéines antigel d'origine transgénique, et la société fille vise la production de poissons transgéniques alimentaires ; Selon le biologiste Nigel Williams, elle avait déjà en 2010 investi 60 millions de dollars dans cet objectif.
Cette entreprise est aujourd'hui présidée par Ronald L. Stotish (Ph.D., Dr en Biochimie) qui est le PDG depuis mai 2008, après avoir été embauché par AquaBounty Technologies deux ans plus tôt, en tant que vice-président pour les affaires juridiques, puis premier vice-président à la R&D et affaires juridiques). Avant cela, le Dr Stotish était vice-président exécutif pour la R&D chez MetaMorphix, Inc et a été vice-président pour la recherche et le développement pharmaceutique chez Fort Dodge (secteur : santé animale), après avoir occupé divers postes chez American Cyanamid et un début de carrière comme chercheur chez Merck dans le domaine de la santé animale et des parasitoses, et sur des mutants de l'organisme modèle Neurospora crassa. Il s'est aussi intéressé (2004) au mode biochimique d'action des protéines inhibitrices du muscle squelettique ainsi (2005, chez MetaMorphix) qu'aux myostatines et mécanismes naturels de régulation de la croissance musculaire, avec d'autres chercheurs qui pensaient qu'en bloquant l'action de la myostatine, on pourrait augmenter la masse musculaire (chez l'homme ou l'animal).
En 2010, alors qu'il travaillait chez Aqua Bounty Technologies, RL Stotish a copublié avec 20 de ses collègues du domaine des biotechnologies (américains, 3 Chinois, 1 Australien et un Anglais travaillant sur des projets d'animaux OGM destinés à être consommés) un article dans Journal of animal science dans lequel ils estiment qu'il serait « moralement répréhensible » de ne pas utiliser les organismes animaux génétiquement modifiés ou améliorés pour nourrir le monde si on peut le faire. Ils y accusent les adversaires de la génétique animale, et plus généralement les adversaires de l'élevage d'empêcher le développement de solution dans un contexte de risques croissants.

## Avantages mis en avant par le pétitionnaire
AquaBounty, le créateur de ce saumon voit à ce nouveau produit de nombreux avantages qui devraient selon lui faciliter son autorisation et en faire peut-être le premier à être commercialisé et mangé, avant au moins 18 autres variétés de poissons à croissance accélérée en cours de développement dans le monde ; AquaBounty ne présente aucun inconvénient, cependant les littératures scientifiques et techniques spécialisées sont plus nuancées.
| Thèmes                                                                     | Avantages ou arguments favorables à une autorisation | Inconvénients ou arguments en défaveur d'une autorisation |
| -------------------------------------------------------------------------- | --- | --- |
| Équivalence biologique ou équivalence en substance                         | Selon AquaBounty, le poisson AquAdvantage est « biologiquement et chimiquement indiscernable du saumon de l'Atlantique. » L'hormone de croissance produite par ce poisson ne peut avoir d'effet que sur des saumons, et non sur l'Homme, même pour un saumon non cuit (salé ou fumé) ; une étude faite sur des rats de laboratoire a conclu que l'hormone en cause est propre aux poissons, et n'est pas active sur les mammifères (aux doses utilisées lors de l'expérience). | Des études scientifiques indépendantes ont montré que cependant, les fibres des muscles de ce poisson diffèrent de celles du poisson sauvage. Chez une autre espèce, l'hormone de croissance a aussi modifié les fibres musculaires et la forme du muscle (hypertrophie). Enfin, ce saumon est triploïde (comme d'autres saumons d'élevage, mais ce caractère le rend différent du saumon sauvage.) |
| Nutrition, commerce, emploi                                                | Ce poisson pourrait aider à nourrir une planète surpeuplée, et une humanité qui grandit, tout en permettant des créations d'emplois. | Le pétitionnaire n'a pas fourni d'arguments montrant que la pisciculture qu'il propose (femelles stériles, élevées de manière confinée, dans les terres, et à partir d'œufs) est plus rentable ou intéressante de ce point de vue qu'une pisciculture traditionnelle améliorée. |
| Aspects hormonaux                                                          | Selon le pétitionnaire, AquAdvantage produit l'hormone de croissance exactement comme le type sauvage de saumon : sans augmentation du taux de cette protéine par rapport au saumon sauvage. | Cette hormone est cependant produite toute l'année, alors que chez le type sauvage, sa production est inhibée durant la mauvaise saison. |
| Coût                                                                       | Selon son promoteur, ce saumon génétiquement modifié devrait être encore moins cher que le saumon d'élevage. | Il ne semble pas y avoir eu d'évaluation des surcoûts imposés par le double confinement physique et biologique, l'élevage dans les terres, le risque de mévente ou d'épidémies en enceintes closes. |
| Impact sur l'effet de serre et la consommation de ressource                | Ce poisson produirait moins de dioxyde de carbone, en consommant moins de ressources (car ayant grandi plus vite et avec une utilisation plus efficace des aliments pour animaux ; farines et huiles de poisson notamment, soja, etc.). | Néanmoins AquaBounty admet que ce poisson est plus vorace (pour grossir si vite, son métabolisme est accru, et il doit aussi manger plus que les autres, ce qui a été démontré dès 1994 par le Pr Robert H. Devlin). Son rendement de conversion des aliments en protéines n'est qu'« environ 10 % meilleur qu'avec ce saumon d'élevage normal » (il grandit au moins deux fois plus vite, et en mangeant plus, produit donc une densité d'urine et d'excréments et de déchets d'aliments non-consommés plus importante à gérer dans les bacs de pisciculture). |
| Biosécurité                                                                | Ce poisson grandirait aux États-Unis dans des installations confinées offrant « des avantages environnementaux par rapport aux méthodes de culture historique » ; il serait toujours élevé à terre et loin de la mer, ce qui selon AquaBounyt pourrait « éliminer la menace de transmission de maladies des élevages piscicoles vers les poissons sauvages » et réduire les coûts de transports et le carbone émis en étant plus proche des consommateurs (sans écobilan ou ACV présenté). | D'autres présentent l'élevage hors-mer comme un inconvénient très coûteux. L'assertion concernant l'élimination totale du risque de transmission de maladie vers la nature n'est pas démontrée. |
| Risques sanitaires (pour l'élevage, les parents sauvages, le consommateur) | Selon AquaBounty, le saumon AquAdvantage n'est pas plus vulnérable à la maladie que les lignées conventionnelles du saumon de l'Atlantique couramment utilisées dans les piscicultures et même moins, car les élevages seront basés dans les terres. « Par conséquent, il y aurait une diminution des besoins en antibiotiques » ; dans de tels élevages, selon AquaBounty, il y aurait « une faible probabilité d'introduction et de propagation de maladies, et une réduction correspondante de la nécessité de traiter ces maladies. En outre, contrairement aux allégations infondées diffusées par les opposants à cette technologie, le saumon génétiquement modifié ne contiennent pas de toxines ». | Ces poissons génétiquement trop homogènes et élevés hors des processus normaux de sélection naturelle pourraient assez rapidement devenir plus vulnérables aux maladies, ce qui pourrait aussi engendrer des coûts importants (désinfection, frais vétérinaires et antibiotiques), voire dégrader la qualité organoleptique du poisson ou le rendre vecteur potentiel de coûteuses parasitoses antibiorésistantes. |
| Pression sur les stocks sauvages                                           | Elle pourrait être réduite car, selon une étude de 2006 publiée dans Science prédit la perte de toutes les espèces capturées commercialement de poissons d'ici à 2048 si les pratiques de pêche actuelles sont maintenues. | Cet argument est donné par toutes les formes de piscicultures. Seul le risque de pollution génétique est moindre qu'avec les élevages en mer, mais comme il l'est pour un élevage conventionnel de saumon éloigné de la mer, que certains appellent de leurs vœux. |
| Risque de pollution génétique                                              | Il serait nul selon AquaBounty, au motif que les œufs-AquAdvantage livrés aux pisciculteurs ne produiraient que des femelles stériles, et les élevages en enceintes confinées limiterait les risques de contacts avec des saumons sauvages ; et « une enquête approfondie a montré qu'il n'y a aucune raison de croire que le saumon AquAdvantage puisse soit sortir de ses systèmes de confinement terrestres, soit se reproduire dans la nature. » Ces risques sont moindres qu'avec les saumons d'élevages normaux élevés en enclos marins d'où des millions de poissons s'échappent chaque année. Pour AquaBounty, le risque d'un « gène de Troie » pouvant conduire à l'extinction de populations sauvages ou précipiter un « événement d'extinction » est un mythe : « Il n'y a tout simplement aucun fondement pour cela dans la réalité ». Même le Dr Bill Muir, l'auteur de l'hypothèse génétique de Troie, a déclaré au comité consultatif vétérinaire de la DFA que « les données montrent de façon concluante qu'il n'y a pas d'effet Gene Troie associé au saumon AquAdvantage. Qui plus est, ce poisson ne pourrait vraisemblablement pas survivre parmi les saumons sauvages, car moins capables et ayant moins de chances de réussir en situation de compétition pour la nourriture » (affirmation qui contredit l'affirmation que ce poisson est biologiquement en tous points semblable aux autres saumons, ou aux saumons d'élevages normaux dont AquaBounty reconnaît que leur fuite dans la nature est source de problème de pollution génétique). | Cependant, selon le Français Louis-Marie Houdebine (en 2007), si le développement de poissons rendus stériles par triploïdie est effectivement possible, il l'est « avec un degré élevé mais encore non absolu de fiabilité ». AquaBounty admet que jusqu’à 5 % des œufs resteraient fertiles (or, 15 millions d’œufs auraient déjà été commandés, ce qui correspond à 750 000 poissons fertiles dont certains pourraient accidentellement s'échapper ou être volés). De plus, pour produire les œufs, un élevage de mâles et femelles fertiles sera toujours nécessaire. Une autre solution serait d'utiliser des ARN antisens ou interférents qui stérilisent les poissons en inhibant la synthèse de l'hormone gonadotrope. L'avantage est de ne pas empêcher la reproduction des géniteurs (en les stimulant transitoirement par l'administration d'hormone gonadotrope), mais avec l'inconvénient de faciliter une reproduction frauduleuse, voire de permettre une reproduction spontanée en cas d'exposition accidentelle à cette hormone, ou à un perturbateur endocrinien capable de s'y substituer. |
| Respect du droit                                                           | Ces œufs répondent aux conditions d'examen de la FDA dont processus d'approbation est selon le pétitionnaire « tout à fait irréprochable ». Il estime que si la FDA juge ce saumon propres à la consommation, les consommateurs peuvent avoir une confiance totale dans cette conclusion objet de recherches approfondies. | D'autres critiquent au contraire les procédures trop opaques ou insuffisantes des agences américaines à l'égard de l'évaluation et homologation des OGM. |
| Crédibilité de l'évaluation et des arguments scientifiques                 | Selon AquaBounty, la FDA a été satisfaite des données et a conclu qu'il n'y avait pas de préoccupations concernant l'allergenicité de ses produits,. | Des critiques ont porté sur la taille insuffisante de l'échantillon utilisé pour les études AquaBounty sur l'allergénicité. Les études évoquées par le pétitionnaire ne sont pas toutes nommées ou disponibles pour le public ou d'éventuels contradicteurs. Les opposants reprochent à la FDA de fonder son jugement scientifique seulement sur les études produites par AquaBounty Un délai trop court (14 jours) a été laissé par la FDA pour un examen public du dossier. Enfin, la procédure d'évaluation est celle retenue pour de nouveaux produits vétérinaires (qui permet de cacher au public des informations jugées relever du secret commercial par AquaBounty) et non pas celle prévue pour un nouvel aliment, plus ouverte. |

## Évaluations sanitaires et environnementales
La législation américaine ayant évolué (les Animaux génétiquement modifiés sont réglementés en vertu de nouvelles dispositions proches de celles qui concernent l'évaluation des médicaments vétérinaires.
le processus d'évaluation du dossier AquAdvantage a été reprise par la FDA. Elle doit s'appuyer au moins sur 
- une Définition du produit que le pétitionnaire veut faire évaluer[46] (ici les œufs du poisson);
- La caractérisation moléculaire à la fois de l'ADN de l'animal et de son lignage[46] ;
- Des données complètes sur les caractéristiques de l'animal et sur sa santé[46] ;
- la sécurité alimentaire[46] ;
- Démonstration de la réalité des allégations sur le produit[46] ;
- les Impacts environnementaux[46].

## Évaluation sanitaire
L'élevage ou la consommation de ce saumon transgénique présente-t-il un risque (direct ou indirect) pour la santé ? Cette question est examinée depuis plusieurs années par la FDA sur la base de critères généraux élaborés pour les aliments d'origine animale contenant des transgènes héritables (c'est-à-dire insérés dans l'ADN) et en s'appuyant sur un comité consultatif vétérinaire. L'inventeur insiste sur le fait que pour les œufs de saumons GM actuellement soumis à autorisation, il a utilisé un gène de saumon (chinook), qui produit une hormone de saumon, qu'il a introduit chez un autre saumon. C'est selon lui la même hormone qui est en cause, simplement produite en plus grande quantité durant la vie du saumon GM.
La FDA a consulté un panel d'expert (comité consultatif dont l'avis n'est pas nécessairement retenu par la FDA). Selon l'AFP, en 2010, au vu des informations qui lui ont été communiquées, et des précautions ou propositions d'amélioration de la biosécurité faite par le pétitionnaire, ce groupe a conclu « qu'il ne possède pas assez de données pour déterminer si la modification génétique qui permet au saumon de grossir deux fois plus rapidement est sans danger pour l'humain et l'environnement ». Une partie de ce panel d'experts a ajouté à sa conclusion que plus d'études était nécessaire
L'Agence a cependant conclu pour sa part que ce poisson semble ni plus ni moins sûr, sur le plan des risques sanitaires, que le saumon sauvage ou d'élevage,.
Des inquiétudes persistent aussi du côté des organisations environnementalistes et de consommateurs ; Depuis 2010, une coalition de 31 ONG de défense des consommateurs et de l'environnement s'y oppose,.

## Évaluation au regard de l'environnement
De manière générale (comme pour les OGM agricoles, surtout quand il s'agit d'animaux transgéniques), les risques environnementaux sont jugés par les scientifiques plus consistants que le risque sanitaire. Ce saumon GM peut-il (directement ou indirectement) être une menace ou présenter un danger avéré pour d'autres espèces, pour les éleveurs, pour la biodiversité ou pour un écosystème ou un service écosystémique, y compris sur le plan de la pollution génétique ?
Aux États-Unis, cette question concerne théoriquement à la fois l'EPA et la FDA, mais aussi d'autres Agences ou institutions : National Marine Fisheries Service et la NOAA qui est responsable du Plan de restauration du Saumon et qui a considéré qu'il existait un risque en cas de croisement de saumon atlantique sauvage avec des saumons GM (le saumon sauvage est considéré comme menacé aux États-Unis).
La position officielle du Washington Fish Growers Association est que des poissons GM ne devraient pas être autorisés sauf si leur innocuité à l'égard de l'environnement et de la santé est prouvée
Une première source d'impact pourrait être que selon l'évaluation environnementale produite par les créateurs de ce poisson, ce poisson atteint la taille de mise sur le marché en 16 à 18 mois au lieu de trois ans (Ce dernier chiffre se rapporte aux variétés dont le taux de croissance a déjà été doublé, par des techniques classiques de sélection par croisement et cette croissance accélérée n'affecte pas ses qualités gustatives ni ne pose de problèmes pour l'environnement).

Les risques les plus cités concernent les risques de pollution génétique par flux de gènes vers la salmoniculture traditionnelle et/ou les saumons sauvages : depuis qu'elle existe, la salmoniculture utilise préférentiellement le saumon de l'Atlantique. Ce dernier est élevé en mer, en groupes denses enfermés dans des cages ou dans des parcs limités par des filets. En Amérique du Nord, cet élevage se fait surtout dans les eaux côtières relativement froide de l'État de Washington, de Colombie-Britannique et du Maine. La création de saumons transgéniques a suscité des inquiétudes et controverses chez les salmoniculteurs, notamment quant à de possibles impacts environnementaux si de tels poissons étaient accidentellement relâchés ou perdus dans la nature et si des croisements advenaient avec leurs parents sauvages.

Actuellement, aucun saumon génétiquement modifié n'a l'autorisation d'être introduites dans la nature. Des scénarios et modèles ont été produits sur des bases scientifiques pour évaluer ce qui pourrait se produire en cas de fuites de saumons transgéniques dans le milieu naturel, appuyés sur des tests en milieux semi-naturels clos, mais certains résultats sont contradictoires : par exemple plusieurs études indépendantes et récentes, dont réalisées en mésocosme suggèrent que le saumon génétiquement modifié (plus grand, et plus fort à âge égal) aurait la capacité de supplanter le type sauvage,,, mais d'autres concluent au contraire que dans la nature sauvage, le saumon OGM aurait moins de chances de survie à moyen et long terme.

### Confinement physique
Pour devancer les demandes de la FDA AquaBounty Technologies a construit un bâtiment abritant 68 réservoirs d'eau protégés par une porte à code, des détecteurs de présence, de petites fenêtres au rez-de-chaussée et une clôture extérieure surveillée par des caméras. Bâtiment qui pourrait ressembler aux installations « secrètes » installées dans les montagnes de Panama par l'entreprise

### Survie dans de nouveaux habitats ou dans la nature
Les biologistes et écologues ne peuvent pas encore modéliser les risques, les situations complexes dont les conséquences de croisements éventuels dans la nature de ce super-saumon avec des parents sauvages ou échappés de pisciculture. Les données fournies par des modèles et les simulations disponibles ne permettent pas de trancher cette question.
D'une part certaines données laissent penser, mais sans certitude que le potentiel de survie à long terme (fitness) ou de reproduction de cette espèce puisse être dans la nature réduit par rapport au saumon sauvage,.
D'autre part, les données disponibles montrent que le saumon (espèce anadrome) est doué d'une certaine plasticité écologique, incluant une capacité d'adaptation à son environnement. Après avoir quitté les environnements d'écloserie, des saumons génétiquement modifiés, comme les saumons sauvages peuvent apprendre à se nourrir de nouvelles proies. Ils peuvent changer de mode d'alimentation, et facilement passer d'un type de nourriture à un autre.
Cette capacité d'adaptations pourraient présenter un risque écologique si des saumons génétiquement modifiés s'enfuyaient accidentellement dans la nature.
De plus, les saumons génétiquement modifiés semblent pouvoir survivre deux fois plus longtemps que leurs homologues sauvages (En ayant grandi 3 à 4 fois plus vite qu'un saumon sauvage, à âge égal, il fait une proie comparativement plus difficile à saisir pour les prédateurs du saumon).
Par ailleurs, sa grande taille pourrait lui donner un accès plus facile aux ressources alimentaires, ce qui lui offrirait une survie accrue par rapport au saumon sauvage, peut être plus encore dans un environnement où la compétition pour une ressource en espace ou en nourriture serait un facteur sélectif de survie, voire dans une pisciculture où l'espace serait partagé avec des saumons d'élevages non-transgéniques, ou encore dans la nature dans le cas de saumons transgéniques qui se seraient échappés et entreraient en compétition pour une ressource avec des saumons sauvages. Le poisson transgénique pourrait alors supplanter le saumon d'élevage non-transgénique, ou sauvage s'il s'échappe dans la nature pour la nourriture,.

### Taux de croissance et reproduction
En condition de laboratoire ou d'élevage expérimentale : bien avant l'âge adulte (à 15 ou 18 mois) et dans les mêmes conditions d'élevage qu'un saumon normal, le saumon « OGM » AquAdvantage est au moins trois fois plus grand et gros qu'un saumon d'élevage normal, et croît jusqu'à quatre fois plus vite qu'un saumon sauvage.
Sa croissance accélérée le rend plus grand et plus fort quand il est jeune. Il pourrait donc avoir un potentiel accru d'accès à la ressource alimentaire que ne l'a le saumon sauvage. Ce double "avantage renforce encore sa capacité à grandir plus vite dans ses premières années après la naissance ; ainsi selon Fitzpatrick et Sundstrom,, dans de bonnes conditions pour lui un tel poisson peut croître jusqu'à onze fois plus vite que le type sauvage. Cela permet aussi au saumon génétiquement modifié d'accéder plus rapidement à la maturation sexuelle, ce qui lui donne une capacité à se reproduire dans un laps de temps de moins de deux ans,. Cette précocité a été vérifiée expérimentalement. Et elle est associée au risque que le saumon génétiquement modifié se reproduise plus tôt que le type sauvage.

### Smoltification précoce
La smoltification est le processus adaptatif naturel qui permet au saumon d'adapter son organisme de l'eau douce à l'eau salée.
Les hormones de croissances anormalement produites en hiver par le saumon génétiquement modifié lui permet d'atteindre le stade de la smoltification plus tôt (dès un an). Par exemple, la smolitification des saumons cohos transgéniques (à l'ADN desquels on a jouté un « construit » ; promoteur + séquence codant la production d'hormone de croissance de saumon quinnat) s'est produite lors de leur premier automne, soit 6 mois plus tôt que les témoins (le promoteur de la séquence était un promoteur de protéine antigel, extrait du génome de la loquette d'Amérique, comme dans le cas du saumon AquAdvantage). « Dans le cas du saumon coho (O. kisutch), la taille moyenne, après 15 mois, des poissons transgéniques était plus que 10 fois supérieure à celle des témoins, le plus gros poisson étant 30 fois plus gros que ses frères non transgéniques (...) À 2 ans, cinq des cohos mâles transgéniques sont devenus matures et l'on a retrouvé, chez quatre d'entre eux, le construit dans les spermatozoïdes. Le cinquième poisson présentait le caractère transgénique dans ses tissus sanguins, mais non dans ceux de ses nageoires ». De plus, « les résultats obtenus montrent que certains poissons ne présentent pas le construit dans tous leurs tissus, mais que la transgénie se manifeste tant dans les tissus germinaux que somatiques. ».
L'évaluation des impacts de ce type de changements est complexe, notamment car la smoltification des salmonidés est également normalement contrôlée par la température de l'eau (qui tend à remonter dans les rivières de montagnes depuis quelques décennies) et par la durée du jour. Une crainte est que la smoltification précoce puisse permettre à des poissons génétiquement modifiés (ou à des descendants croisés avec des saumons sauvages ou d'élevage) d'atteindre l'estuaire et la mer bien avant les saumons normaux de la même génération, avec des impacts écosystémiques difficiles à anticiper, en profitant peut être mieux de la nourriture disponible avant d'être en concurrence avec le saumon sauvage et au détriment de ce dernier.

### Fitness et performances physiques et sexuelles réduites?
)

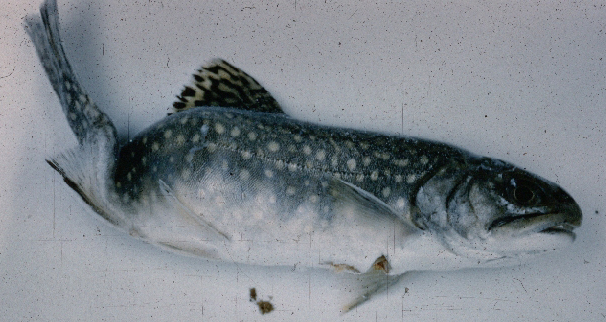
Les saumons transgéniques semblent plus sensibles à certaines infections,,
(Exemple d'infection : ici Myxobolus cerebralis

Bien que plus musclé et doté d'un cœur plus gros et plus puissant, la capacité du saumoneau 'AquAdvantage à supporter un long effort est réduite (à âge égal par rapport au type sauvage,,,.
Les fibres musculaires du poisson génétiquement modifiées sont de plus petit diamètre que celles du type sauvage et à l'effort il semble plus vite manquer d'oxygène (La force qu'un muscle spécifique peut générer est proportionnelle au diamètre du muscle et à ses performances sur le plan du métabolisme).
Ce saumon génétiquement modifié semble également plus sensibles aux infections,,
En outre, bien que sexuellement mature plus précocement, il semble moins bien se reproduire, pour des raisons peut-être attribuable à des questions de fidélité au lieu de ponte, à la qualité de son sperme, à une moindre fréquence d'éjaculation ou à de moindre participation au frai. Lors d'une expérience de « mise en concurrence » durant le frai de saumons modifiés et normaux, 94 % des jeunes issus des œufs fécondés étaient de type sauvage alors que seulement 5,4 % étaient de type OGM ; D'autres caractéristiques pourraient être en défaveur d'un jeune mâle transgénique, dont l'absence de bec crochu et de la coloration rouge (deux caractères typique des saumons mâles sauvages anadromes matures), qui pourrait être perçues par les femelles comme marque de bonne maturité sexuelle. Des tests réalisés in vitro ont montré que le sperme de saumon génétiquement modifié était moins riche en spermatozoïdes, et que ces derniers étaient plus lents.
Expérimentalement, une partie faible mais significative des œufs sauvages sont fécondables et fécondés par des individus transgéniques, ce qui renvoie à la question d'une éventuelle suradaptation des alevins ou des jeunes en raison d'une croissance et voracité accentuées.

### Stérilité comme solution?
Une des solutions de gestion des risques proposées par les développeurs de ce poisson à la FDA est de n'élever que des femelles stériles triploïdes dans des fermes aquacoles situées à l'intérieur des terres.
Selon AquaBounty, des évasions si elles se produisaient ne pourraient être suivies de reproduction car ces femelles seraient toutes triploïdes, avec un triple jeu de chromosomes et incapables de se reproduire.
Louis-Marie Houdebine, expert français reconnu dans le domaine de la transgenèse rappelait néanmoins (en 2007) que des poissons peuvent effectivement être rendus stériles par triploïdie, mais « avec un degré élevé mais encore non absolu de fiabilité ».
Une autre solution aurait été d'utiliser des ARN antisens ou interférents pour stériliser les poissons par inhibition de la synthèse de l'hormone gonadotrope. Mais une reproduction frauduleuse, voire spontanée en cas d'exposition accidentelle à cette hormone, ou à un perturbateur endocrinien capable de s'y substituer restent plausibles ou non-impossibles.
Dans le cas du saumon AquAdvantage, les pisciculteurs seraient ravitaillés en œufs fécondés, et non en alevins ou jeunes poissons. Ceci permet un meilleur contrôle en amont des œufs par leur producteur (aujourd'hui produits au Canada sur l'Île-du-Prince-Édouard). Cette solution impose cependant aux pisciculteurs un savoir-faire supplémentaire (nourrir et soigner un grand nombre d'alevins est plus délicat que nourrir des juvéniles).
Comme les pisciculteurs savent le faire dans le cadre d'opération de monosexage ou de création de cheptels triploïdes, chez d'autres espèces de poissons, des « néomales » (AquAdvantage neomales) capables de se reproduire sont déjà produits par « inversion sexuelle hormonale », c'est-à-dire à partir de femelles par administration dans la nourriture d’une hormone masculinisante (17α-methyltestostérone). La stérilité est donc pour partie réversible (ce qui est nécessaire pour pouvoir produire de nouveaux œufs fécondés et les vendre)

## Controverses
Elle perdure concernant les poissons transgéniques depuis plus de dix ans au moins aux États-Unis, notamment quant à l'opportunité de commercialiser et élever un tel organisme.
Baptisé « Frankenfish » par ses détracteurs, le saumon AAS est le premier à être proposé pour l'alimentation humaine, le débat s'est cristallisé autour de lui, notamment parce que son autorisation est perçue comme une porte ouverte à d'autres demandes : en septembre 2012, lors d'une manifestation organisée à Washington après que la FDA a annoncé qu'elle considérait ce saumon comme non significativement différent d'un saumon normal, Jostein Solheim (PDG de Ben & Jerry's) a déclaré : « Aujourd'hui, c'est d'un poisson dont nous parlons, mais très vite il s'agira de porcs génétiquement modifiés, de poulets, et de nos vaches bien-aimées ».
La controverse existe aussi dans d'autres pays. La France a conçu en laboratoire des poissons transgéniques il y a plus de 20 ans, et beaucoup d'entreprises de salmonicultures ont abandonné ces recherches face au refus du public de poissons modifiés. Parmi celles qui ont poursuivi ces recherches, Ferry Salmon (Écosse) et King Salmon Company (Nouvelle-Zélande) ont peu à peu abandonné dans les années 1990 et définitivement en 2000, en raison des controverses qu'elles suscitaient, alors qu'AquaBounty qui a produit son premier poisson transgénique dès 1989 persistait. Des sondages montrent que les consommateurs craignent plus les OGM animaux que végétaux, notamment pour les risques sanitaires, mais une certaine catégorie d'acheteurs seraient prêts à acheter des produits OGM qui auraient fait la preuve de leur intérêt pour la santé ou l'environnement. AquaBounty ne peut utiliser l'argument de la santé puisqu'il argue que son poisson est en tout point identique à un poisson normal. AquaBounty a cependant largement développé ses arguments en faveur de l'environnement (alternative à la surpêche et aux inconvénients des élevages devenus classiques en mer).
Bien que l'opinion publique, les élus et chercheurs nord-américains aient été longtemps plus favorables qu'ailleurs aux OGM agricoles, dès les années 1990, des scientifiques américains ont estimé qu'élever des animaux transgéniques présente des risques particulier (en particulier des poissons ou crustacés). Ils estimaient que ce risque était à intégrer dans l'organisation et l'évaluation des politiques publiques aquacoles.
La législation américaine et mondiale peine à suivre le rythme de l'innovation des biotechnologies. La FDA n'a pas encore officiellement autorisé l'élevage de poissons transgéniques destinés à l'alimentation (hormis en laboratoire pour des études scientifiques). Elle est accusée d'utiliser un protocole d’évaluation inadapté (le "NADA", prévu pour des médicaments vétérinaires) alors qu'il s'agit ici aussi d'un animal très mobile et dans certaines conditions susceptible de se reproduire.
Les opposants à l'élevage de poissons transgéniques dans l'élevage et l'alimentation se sentent floués par cette procédure d'évaluation (NADA) qui oblige la FDA à cacher certaines données d'essais en raison du secret commercial. Selon Wenonah Hauter, directrice exécutive de Food & Water Watch, un groupe environnemental et de sécurité alimentaire de Washington, les experts de la FDA ont « évidemment utilisé cette désignation vétérinaire pour garder les données confidentielles », elle « pense qu'ils ont peur de la réaction du public ».
La FDA a dans le passé plutôt facilité l'expansion d'OGM végétaux, avec des autorisations plus aisément et rapidement accordées qu'en Europe. Elle l'a fait sur la base du principe d'équivalence en substance (substancial equivalence) et d'équivalence nutritionnelle) qui a été contesté dès les années 1990, par Jeremy Rifkin notamment dans son livre de prospective The Biotech Century (Le siècle Biotech) ; en 2013, de nombreux OGM végétaux agricoles sont cultivés (en Amérique notamment) mais, alors que les premières truites transgéniques ont été créées en laboratoire dès les années 1980 ; plus de 20 ans après : aucune autorisation d'élevage industriel ou artisanal, ni de mises sur le marché n'ont jamais été attribuées, dans aucun pays pour commercialiser un poisson transgénique à fin d'alimentation.
En outre, depuis les premières demandes d'autorisation, la réglementation américaine, les postures scientifiques et l'opinion publique se sont nuancées, encourageant des études d'impacts et évaluations administratives plus prudentes et plus approfondies dont sur le plan de la biosécurité (Ex : toxicité, allergénicité, risques de transferts de gènes vers un organisme parent, ou vers un autre organismes, étude des impacts environnementaux en cas de « fuite » dans la nature). La FAO et l'OMS ont de leur côté dans le cadre du Codex alimentarius proposé et lancé une harmonisation de l'évaluation en matière de sécurité alimentaire des organismes génétiquement modifiés. L'Agence peut en réalité difficilement interdire ce type de produit, et elle pourrait être la porte ouverte par l'industrie du génie génétique pour s'introduire et s'imposer dans les réseaux commerciaux du monde, comme ils l'ont fait pour les premiers OGM. D'autres similitudes sont que l'organisme est vendu stérile et breveté, ce qui obligera les pisciculteurs à racheter leurs œufs à l'unique fournisseur qui les produit. Toute personne en possession involontaire d'un poisson transgénique issu de ces souches pourrait être poursuivi pour détention illégale d'une construction génétique brevetée. Le législateur américain semble toutefois montrer des velléités de nouvelle réglementation